# Agustín Squella
Agustín Squella Narducci (Santiago, 26 de abril de 1944) es un jurista, periodista, filósofo y político de tendencia liberal igualitaria chileno de ascendencia italiana. En 2009 obtuvo el Premio Nacional de Humanidades y Ciencias Sociales. Entre el 4 de julio de 2021 y el 4 de julio de 2022 se desempeñó como miembro de la Convención Constitucional, en representación del distrito n° 7 de la región de Valparaíso.
Ha sido profesor de introducción al derecho y filosofía del derecho por espacio de cuatro décadas. Entre sus publicaciones se cuentan más de quince libros y decenas de artículos especializados. Ha dictado seminarios y conferencias en diversas universidades nacionales y extranjeras. Entre 1990 y 1998 fue rector de la Universidad de Valparaíso.
Es además, docente en la Escuela de Derecho de la Universidad de Valparaíso y en la Universidad Diego Portales, siendo además miembro del consejo directivo superior de esta última casa de estudios. También es profesor en los programas análogos de la Universidad de Chile y la Universidad Diego Portales.

## Familia y estudios
Nació el 26 de abril de 1944, en Santiago, hijo de Hernán Squella Guzmán y de Adelaida Narducci Pastor.
Realizó sus estudios primarios en el Colegio Sagrados Corazones de Viña del Mar, y los secundarios en el Seminario San Rafael de Valparaíso, egresando en 1962. Luego, continuó los superiores en la carrera de derecho en la Universidad de Chile sede Valparaíso (actual Universidad de Valparaíso), obteniendo la licenciatura en ciencias jurídicas y sociales en 1969. El título de abogado le fue otorgado por la Corte Suprema de Chile el 23 de julio de 1973. Posteriormente, cursó un doctorado en derecho en la Universidad Complutense de Madrid, España, en 1975, obteniendo el Premio del Instituto de Cultura Hispánica a la mejor tesis doctoral de 1975.
Está casado con Sylvia Urquiza Salgado, y es padre de tres hijos.
Es un reconocido y entusiasta socio e hincha del club Santiago Wanderers de Valparaíso.

## Carrera académica
En el ámbito académico, desde 1970 imparte las cátedras de Introducción al Derecho y Filosofía del Derecho en la Escuela de Derecho de la Universidad de Valparaíso. Desde 1982 y hasta la fecha es profesor de Introducción al Derecho en la Universidad Diego Portales, casa de estudios donde también ejerce como profesor de Filosofía del Derecho desde 1987. Su labor en este ámbito se extiende además al Doctorado en Derecho de la Universidad de Chile, Universidad Andrés Bello (desde 1990) y el programa homónimo de la Universidad Diego Portales, donde formó parte del Consejo Directivo Superior.

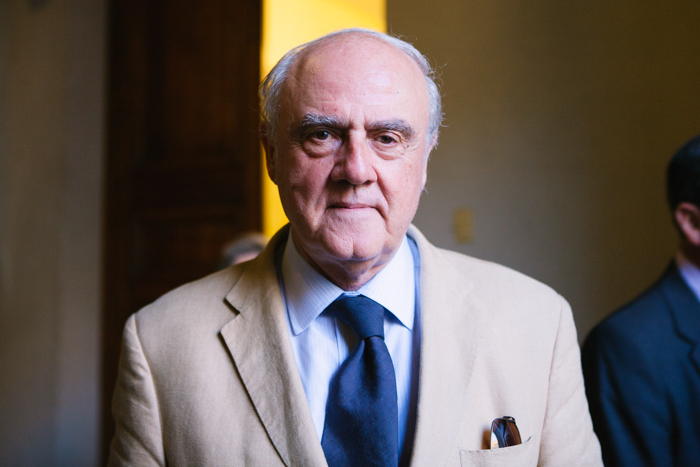
Agustín Squella en 2015.

Desde 1974 dirige la Revista de Ciencias Sociales de la Facultad de Derecho y Ciencias Sociales de la Universidad de Valparaíso. Por otra parte, incursionó tempranamente en Canal 4 de Televisión, desempeñándose como subdirector, además de participar en diversos filmes como guionista y actor: El Día y Clara y las Mariposas.
Entre 1989 y 1995 fue miembro correspondiente de la Academia de Ciencias Sociales Políticas y Morales del Instituto de Chile y el 6 de abril de 1995 fue incorporado como miembro de número; su título del discurso de incorporación fue «¿Qué he aprendido enseñando filosofía del derecho?». Es también presidente de la Sociedad Chilena de Filosofía Jurídica y Social. Dirige el Anuario de Filosofía Jurídica y Social. Además es miembro correspondiente de la Real Academia de Legislación y Jurisprudencia de Madrid en España.
Durante dos períodos consecutivos fue rector de la Universidad de Valparaíso (1990-1994 y 1994-1998). Entre 1996 y 1998 fue presidente del Consorcio de Universidades Estatales.
En 2000, el presidente Ricardo Lagos lo designó como Asesor Cultural de la Presidencia y como tal creó el Consejo Nacional de la Cultura y las Artes (CNCA), durando su período hasta 2003. El Consejo de Rectores de las Universidades Chilenas lo designó integrante del directorio de esta entidad.
Entre otras actividades, ha publicado diversos libros sobre derechos humanos y filosofía del derecho. Forma parte de numerosos consejos de publicaciones científicas en Chile y en el extranjero. También, es columnista del desaparecido diario La Unión de Valparaíso, y de El Mercurio, El Mercurio de Santiago, The Clinic y El Mostrador.

## Carrera política
Se inscribió como candidato independiente a las elecciones de convencionales constituyentes del 15 y 16 de mayo de 2021 por el distrito n° 7 (correspondiente a las 
comunas de Valparaíso, Concón, Viña del Mar, Algarrobo, Cartagena, Casablanca, El Quisco, El Tabo, San Antonio, Santo Domingo, Isla de Pascua y Juan Fernández) de la región de Valparaíso, formando parte del pacto «Lista del Apruebo» bajo un cupo del Partido Liberal (PL). Resultó elegido en los comicios al obtener 17 737 votos correspondientes a un 5,35% del total de sufragios válidamente emitidos.
Dentro de dicho organismo, integró la comisión transitoria de Reglamento. Tras la aprobación del reglamento de la Convención, en octubre de 2021, se incorporó a la comisión temática de Principios Constitucionales, Democracia, Nacionalidad y Ciudadanía. Posteriormente llamó a aprobar la propuesta, sin perjuicio de considerar que se debía reformar dicho texto, aunque afirmó que dicha propuesta “tiene un compromiso con los derechos fundamentales”. Tras la derrota en el plebiscito de 2022 manifestó que dicho proyecto era altanero y partisano, en una abierta autocrítica de su rol en dicho proceso.

## Historial electoral

### Elecciones de convencionales constituyentes de 2021
- Elecciones de convencionales constituyentes de 2021, para convencional constituyente por el distrito 7 (Algarrobo, Cartagena, Casablanca, Concón, El Quisco, El Tabo, Isla de Pascua, Juan Fernández, San Antonio, Santo Domingo, Valparaíso, Viña del Mar)[16]

| Candidato                  | Pacto               | Partido | Votos  | %    | Resultados   |
| -------------------------- | ------------------- | ------- | ------ | ---- | ------------ |
| Jaime Bassa Mercado        | Apruebo Dignidad    | ILYQ    | 43 507 | 13.1 | Convencional |
| Jorge Arancibia Reyes      | Vamos por Chile     | ILXP    | 21 523 | 6.5  | Convencional |
| Camila Zárate Zárate       | La Lista del Pueblo | ILZN    | 18 939 | 5.7  | Convencional |
| Agustín Squella Narducci   | Lista del Apruebo   | ILYB    | 17 710 | 5.3  | Convencional |
| Tania Madriaga Flores      | La Lista del Pueblo | ILZN    | 15 017 | 4.5  | Convencional |
| Raúl Celis Montt           | Vamos por Chile     | RN      | 13 733 | 4.1  | Convencional |
| Tomás Lagomarsino Guzmán   | La Lista del Pueblo | ILZN    | 12 614 | 3.8  |              |
| Luis Cuello Peña y Lillo   | Apruebo Dignidad    | PCCh    | 12 199 | 3.7  |              |
| Juan Rodríguez Oyarzún     | Vamos por Chile     | ILXP    | 12 075 | 3.6  |              |
| Cristián Bellei Carvacho   | Apruebo Dignidad    | ILYQ    | 9802   | 3.0  |              |
| Constanza Valdés Contreras | Apruebo Dignidad    | COM     | 6634   | 2.0  |              |
| Hotuiti Teao Drago         | Vamos por Chile     | ILXP    | 4974   | 1.5  |              |
| Pedro Cayuqueo Millaqueo   | Lista del Apruebo   | ILYB    | 4761   | 1.4  |              |
| María José Oyarzún Solís   | Apruebo Dignidad    | RD      | 2584   | 0.8  | Convencional |

## Premios
- Premio del Instituto de Derecho Penal al mejor estudiante de la asignatura en la Escuela de Derecho de la Universidad de Chile en Valparaíso, 1968.[1]
- Premio del Instituto de Cultura Hispánica de Madrid a una de las dos mejores tesis doctorales de estudiantes becados por ese Instituto, 1976.[1]
- Premio Municipal de Estudios Humanísticos “María Graham”, Municipalidad de Viña del Mar, 1995.[cita requerida]
- Premio al Mérito Universitario “Jorge Millas”, otorgado en 1998 por la Universidad Austral de Chile.[cita requerida]
- Medalla “Universidad de Valparaíso”, 1998, por 30 años de servicios académicos.[cita requerida]
- Profesor Honorario del Instituto de Filosofía del Derecho y Ciencias Sociales de la Facultad de Derecho de la Universidad Nacional del Litoral (Argentina), 1989.[cita requerida]
- Premio Nacional de Televisión en Educación, otorgado en 2004 por la Asociación Nacional de Periodistas de Televisión.[cita requerida]
- Premio Regional Al Mérito Cultural, otorgado en 2004 por la Corporación Cultural V Región.[cita requerida]
- Designado como uno de los 100 Embajadores de la ciudad de Valparaíso, 2005.[cita requerida]
- Premio al Mérito Hípico, otorgado en 2006 por el Valparaíso Sporting Club.[cita requerida]
- Premio doctor honoris causa por la Universidad Ricardo Palma en el Perú 2009.[1]
- Premio Nacional de Humanidades y Ciencias Sociales, Santiago, Chile, 2009.[1]
- Nombrado ciudadano ilustre por la Municipalidad de Valparaíso, 14 de abril de 2011.[cita requerida]
- Medalla Cooperación Judicial de América Latina "Roberto Jorge Feitosa de Carvalho", 18 de noviembre de 2015.[cita requerida]

## Obras (selección)
- Estatuto Jurídico de la Televisión Chilena, 1974, Edeval, Valparaíso.
- Derecho, desobediencia y justicia, 1977, Edeval, Valparaíso. Reeditado en 1997.
- Andrés Bello. Escritos políticos, jurídicos y universitarios (Antología de textos del autor y prólogo de A. Squella), Edeval, Valparaíso, 1979.
- Andrés Bello y la educación, 1981, Edeval, Valparaíso.
- Friedrich Karl von Savigny (Antología de textos del autor y prólogo de A. Squella), Instituto de Investigaciones Jurídicas, Universidad Nacional Autónoma de México, 1985.
- La cultura jurídica chilena, Corporación de Promoción Universitaria, Santiago, 1988.
- Derecho y moral. ¿Tenemos obligación moral de obedecer el derecho?, 1989, Edeval, Valparaíso. Reeditado en 1999.
- Estudios sobre Derechos Humanos, 1991, Edeval, Valparaíso.
- Presencia de Bobbio en Iberoamérica, 1993, Edeval, Valparaíso.
- Positivismo Jurídico, democracia y derechos humanos, 1995, Editorial Fontamara, México.
- Astillas, Editorial Universitaria, 1998, Santiago.
- Democratizar la democracia: Reformas pendientes (2000), 186 págs, editorial LOM, ISBN 956-8000-01-1, editor.
- Introducción al Derecho, Editorial Jurídica de Chile, 2000. Reeditado en 2002.
- Filosofía del Derecho, Editorial Jurídica de Chile, Santiago, 2001.
- Norberto Bobbio: Un hombre fiero y justo, Fondo de Cultura Económica, Santiago, 274 páginas, 2005.
- El Jinete en la lluvia. La cultura en el gobierno de Lagos, Aguilar, Santiago, 2005.
- ¿Qué es el derecho? Una descripción del fenómeno jurídico, Editorial Jurídica de Chile, Santiago, 2007.
- ¿Cree usted en Dios? Yo no, pero..., Lolita Editores, Santiago, 2011.
- ¿Es usted liberal? Yo sí, pero..., Lolita Editores, Santiago, 2012.
- Soy de Wanderers (y de Valparaíso), Lolita Editores, Santiago, 2014.